# Gongora maculata
Gongora maculata är en orkidéart som beskrevs av John Lindley. Gongora maculata ingår i släktet Gongora och familjen orkidéer.

## Underarter
Arten delas in i följande underarter:
- G. m. lactea
- G. m. maculata

## Bildgalleri

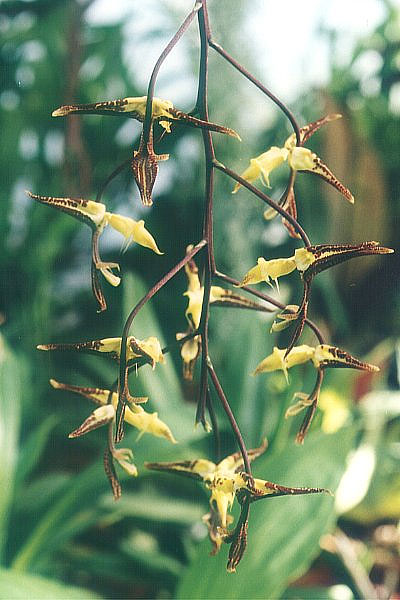
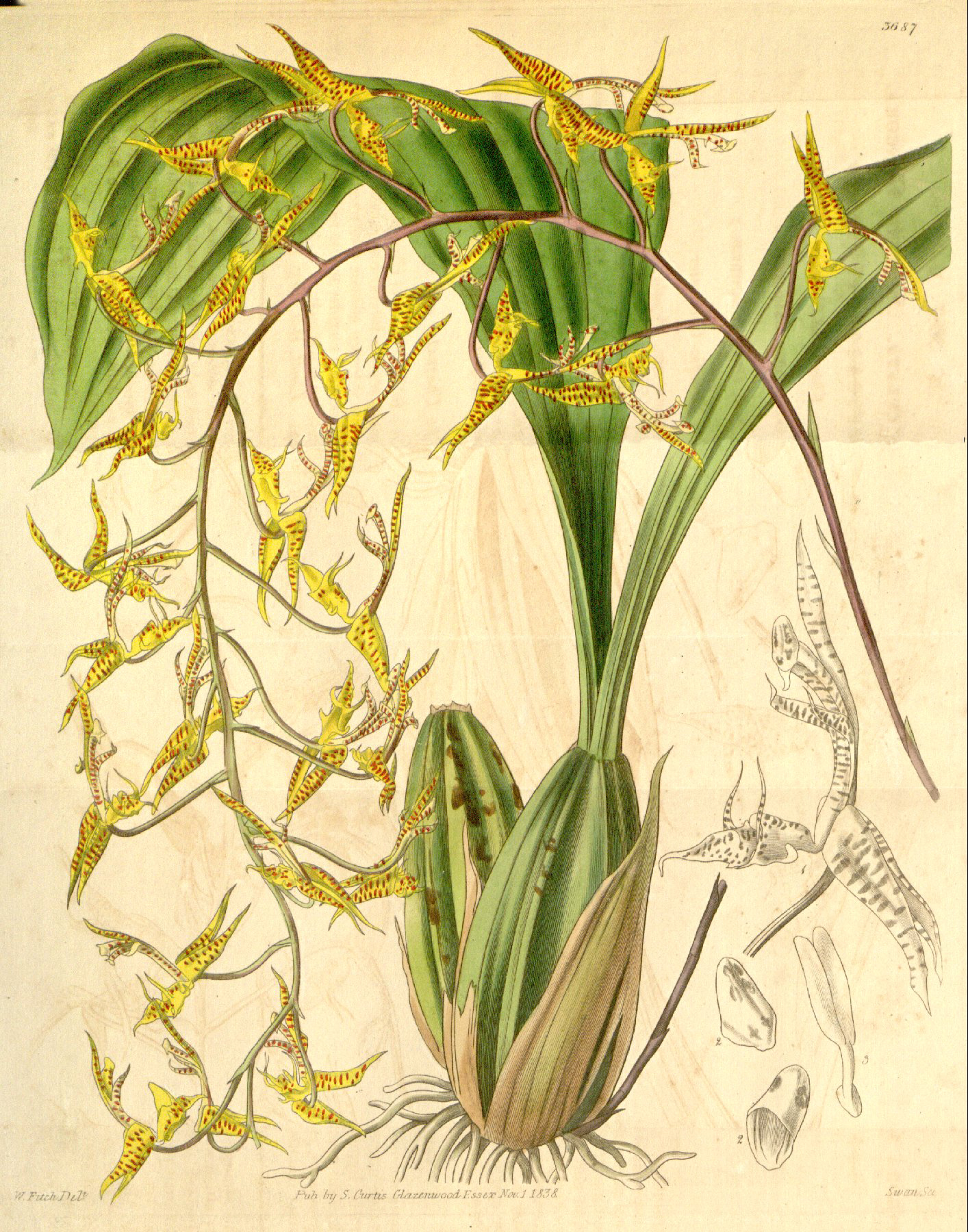
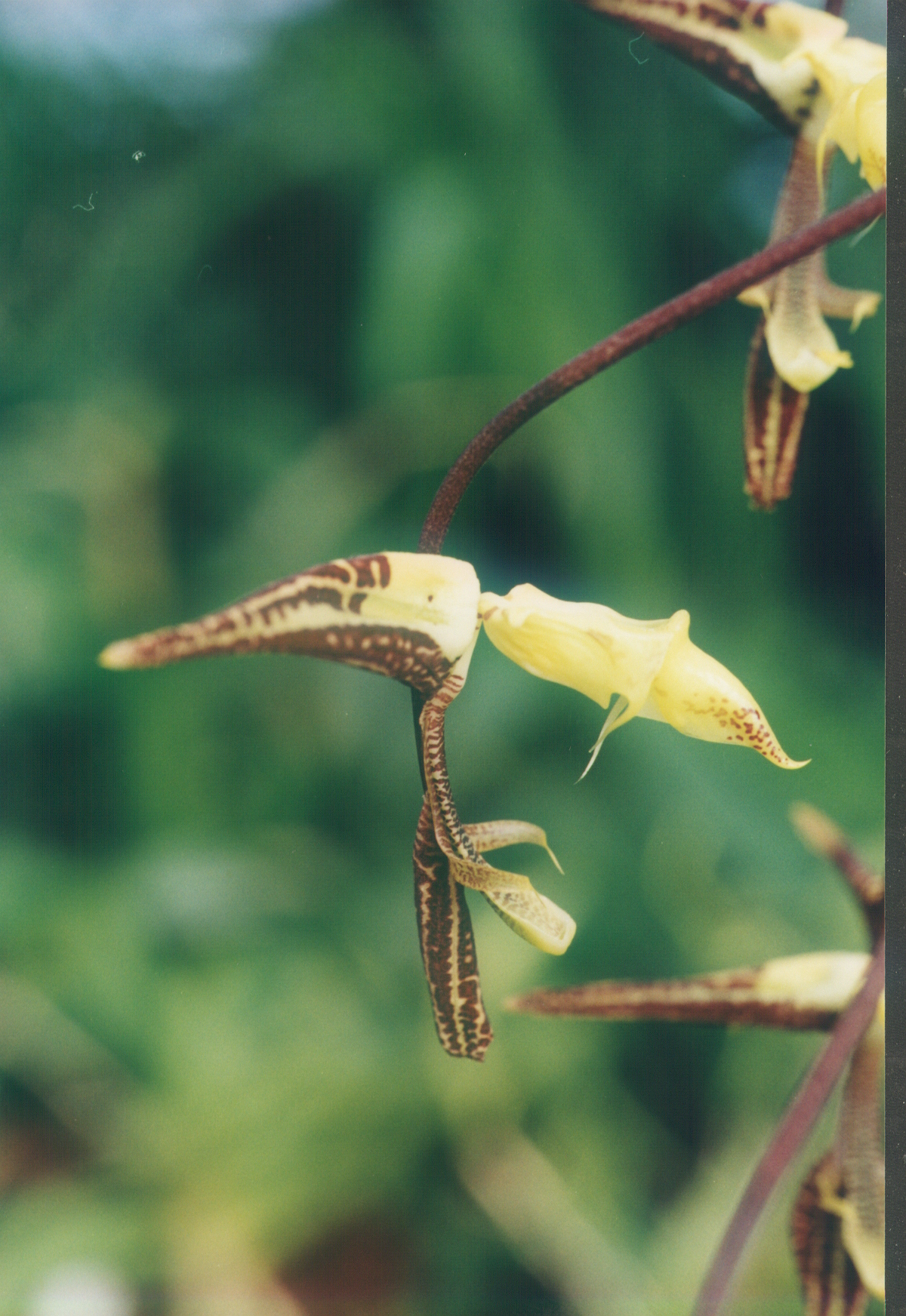
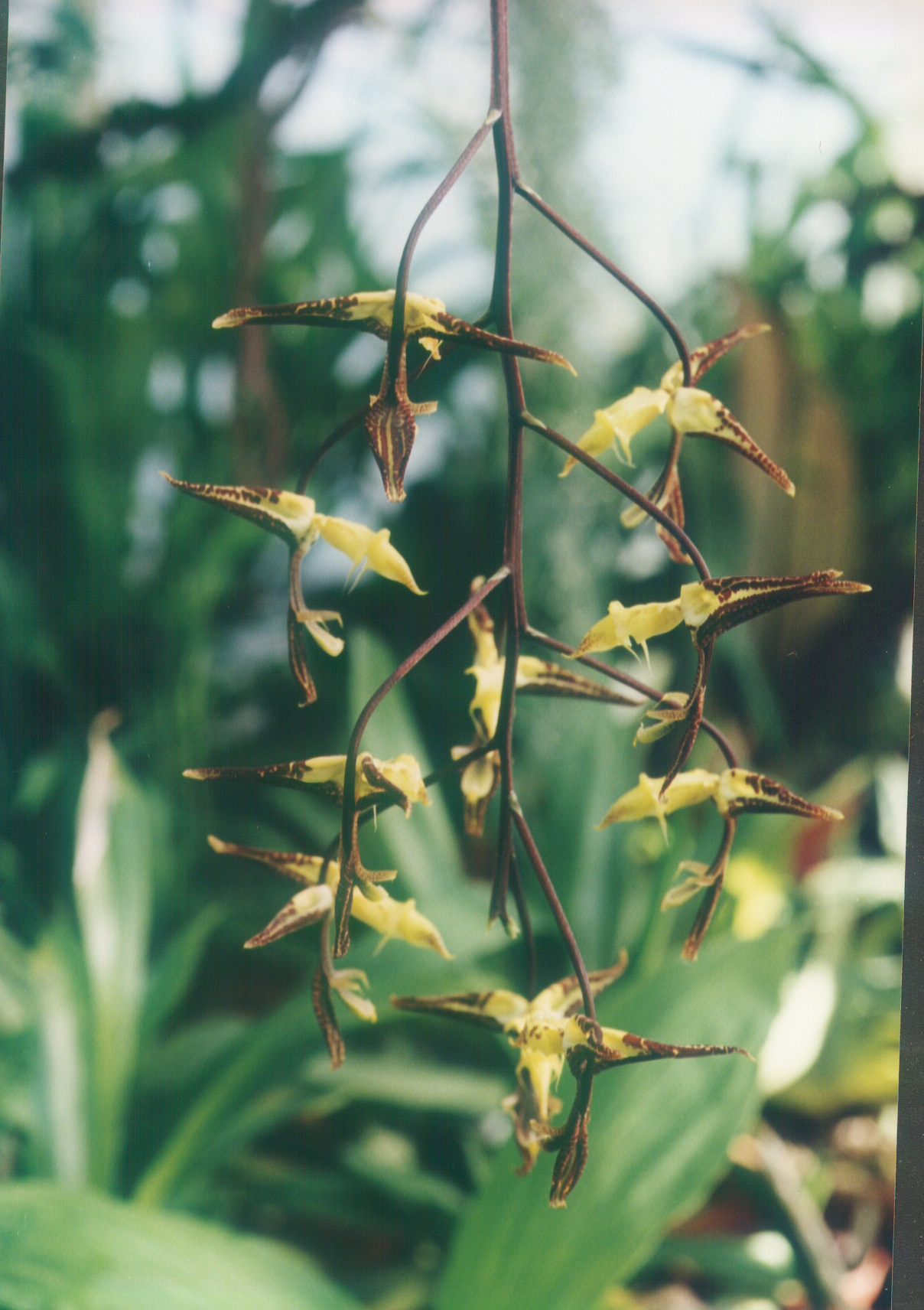